# Каолак (область)
Каола́к (фр. Kaolack, волоф Kawlax) — область в Сенегале. Административный центр — город Каолак. Площадь — 4 157 км², население — 782 400 человек (2010 год).

## География
Область Каолак расположена в центральной, внутренней части страны. На западе и севере граничит с областью Фатик, на востоке с областью Кафрин, на юге с Гамбией. По территории области с востока на запад протекает река Салум.
В 2008 году из восточных районов области Каолак была выделена новая область — Кафрин. В то же время Каолаку был передан район Гвингвинео из области Фатик.

## Административное деление
Административно область подразделяется на 4 департамента:
- Генгинео
- Каолак
- Кунгёль
- Ниоро-Дю-Рип